# Glochidion dodecapterum
Glochidion dodecapterum är en emblikaväxtart som beskrevs av Airy Shaw. Glochidion dodecapterum ingår i släktet Glochidion och familjen emblikaväxter. Inga underarter finns listade i Catalogue of Life.